# 百瀬あぐり
百瀬 あぐり（ももせ あぐり、2002年3月8日 - ）は日本のアイドル。

## 略歴

### 2017年
- 10月29日、ミスiD2018「死んだふりして生きるのはもう飽きた」賞を受賞[2]。

### 2018年
- 11月10日、WOMBで行われたマリオネッ。のお披露目ライブにてアイドルデビュー[3]。

### 2019年
- 10月12日、MARQUEE vol.135より「あぐあぐと○○!!」の連載を開始[4]。

### 2020年
- 2月16日、レリムアンドデンジャラーズによるユニット「マシュマロバズーカ」がselene b2で開催された「DDD ~Discotery iDol Depot~」にてお披露目[5]。マリオネッ。から久留あずさ、二瀬ひなたとともに参加。
- 3月4日、マリオネッ。がグループ名を「ワールズエンド。」に変更すること、新メンバーを加えることを発表[6]。
- 3月20日、マリオネッ。がラストワンマンライブ「films EP.3.5〜Can't say BYE-BYE〜」をWOMBにて開催[7]。
- 3月21日、マリオネッ。が「ワールズエンド。」と新メンバー2人について、公式Twitterにて発表[8][9]。
- 4月1日、マリオネッ。が「ワールズエンド。」へと改名し、日南りとと柊木あいなが加入。既存メンバーを含めメンバーカラーが設定され、百瀬あぐりはうさちゃんピンクとなった。
- 4月19日、ワールズエンド。が公式YouTubeチャンネル「悪園チャンネル」を開設[10]。
- 7月19日、ワールズエンド。としての初ライブ「ワールズエンド。-PreDebut#1-無観客配信LIVE『Rookie.』」に出演[11]。
- 8月8日、selene b2にて開催されたワールズエンド。として初の有観客ライブ、「TAKE"TWO"」に出演 [12]。

### 2021年
- 4月18日、新宿BLAZEにて行われた「ワールズエンド。新体制お披露目公演〜WE.is back.〜」にて、ワールズエンド。が新体制をお披露目。

### 2022年
- 2月22日、MARQUEE vol.145にて「あぐあぐと○○!!」連載終了[13]。
- 3月19日、4月9日にduo MUSIC EXCHANGEで行われる解散公演をもってワールズエンド。が解散すること、自身は活動休止することが発表された[14]。
- 4月9日、ワールズエンド。がラストライブ「ワールズエンド。ラストライブ -the day-」を開催し解散、百瀬あぐりは活動休止[15]。

### 2023年
- 2月9日、アイドルグループ「ピコリモード」にて活動再開することをTwitterにて公表[16]。
- 6月10日、ピコリモードが「ラナキュラ」へと改名[17]。
- 8月22日、MARQUEE vol.151より「あぐあぐと○○!!」連載再開[18]。
- 2024年2月開催の「TGIF Photo Session 週プレ賞 2024」でベスト30入り[19]。同年「週刊プレイボーイ」No.11にて同賞の「編集部注目のツギクルガール16名」に選出される[20]。同年4月には同「ツギクルガールオーディション」において最多得票賞を受賞[21]。デジタル写真集のリリース権を獲得。『遅刻した青春リフレイン』を発売[21]。